# Karsai Dániel
Karsai Dániel András (Budapest, 1977. március 28. – ?, 2024. szeptember 28.) magyar ügyvéd, alkotmányjogász, emberjogi aktivista, harcművész.

## Életútja
Középiskolai tanulmányait 1991 és 1995 között a Berzsenyi Dániel Gimnáziumban folytatta. Az ELTE Állam- és Jogtudományi Karát 2001-ben végezte el; egyetemi tanulmányai után az Alkotmánybíróságon helyezkedett el. Ezt követően az Igazságügyi Minisztérium Közjogi Kodifikációs Főosztályán dolgozott; ekkor kapott lehetőséget arra, hogy egy szakmai gyakorlat keretében megismerje a strasbourgi Emberi Jogok Európai Bíróságának (EJEB) működését. Strasbourgban állást ajánlottak a fiatal jogásznak, ezt követően négy évig dolgozott Franciaországban; több mint ezer angol és francia nyelvű EJEB-határozattervezet elkészítésében vett részt.
2009-ben hazatért, és egy nemzetközi ügyvédi iroda munkatársaként folytatta jogi pályafutását. 2011-ben önálló ügyvédi irodát alapított. Ügyvédként több mint ezer ügyfelet képviselt az Emberi Jogok Európai Bírósága és az Alkotmánybíróság előtt. Ügyvédi irodája számos esetben sikerrel képviselt elítélteket a magyar állammal szemben az elítéltek méltatlan fogvatartási körülményeire hivatkozva. 2020-ban sikertelenül támadta meg az Alkotmánybíróságon azt a törvényt, melynek értelmében az állam által kifizetendő kártalanítást nem lehet ügyvédi letéti számlára utalni, hanem közvetlenül az elítéltek bv-intézet által vezetett számláira, illetve a sértetteknek kell eljuttatni.

## Beadványa az eutanázia magyarországi engedélyezésével kapcsolatban
Az aktívan sportoló ügyvéd 2021 júliusában észlelte betegsége első tüneteit, és 2022 augusztusában diagnosztizálták nála az amiotrófiás laterálszklerózist (ALS). Karsai 2023. augusztus 10-én saját betegsége kapcsán keresetet nyújtott be a strasbourgi Emberi Jogok Európai Bíróságához, mivel álláspontja szerint az életvégi döntések meghozatalának magyarországi tilalma az alapvető emberi jogokat (emberi méltóságból fakadó önrendelkezési jogot, az embertelen, megalázó bánásmód tilalmát és a világnézeti meggyőződés szabad megválasztásához való jogot) sérti.
Ez az ügy az én életemet nagyon személyesen érinti. De ugyanakkor egy gyönyörű szakmai kihívás is, mert itt az emberi élet és az emberi jogok, a világnézeti szabadság, emberi méltóság, kínzás, embertelen bánásmód tilalmának végső határairól beszélgetünk. Egyben a végső filozófiai kérdésekről. Életem legnagyobb ügye, szakmai szempontból is.
2024. március 28-án tüdőgyulladással kórházba került, ahonnan hazatérve beszédkészsége tovább romlott, és már teljesen ágyhoz kötve élte az életét, amelyet azonban még értelmesnek tartott, mert tudott kapcsolódni szeretteihez. Táplálékot már csak gyomorszondán át tudott magához venni. Állapotának rosszabbodása miatt március 31-én végleg befejezte ügyvédi tevékenységét, és kilépett a kamarából is. A betegség lefolyását rögzítő beszámolókat, az aktuális eseményekkel kapcsolatos gondolatait nyilvános Facebook bejegyzésekben, a Post Mortem sorozatban tette közzé.
Már betegen, társszerzőivel – Szenteczki Zita rendezővel és Bíró Bence dramaturggal – írt egy színdarabot. Az Egy tökéletes nap című darab bemutatója 2024. június 14-én volt a 6SZÍN-ben. Ezen még részt tudott venni az ALS-ben szenvedő ügyvéd. A színmű szövege, a Post Mortem sorozat bejegyzései és az alkotókkal készült interjúk könyvként jelentek meg a Minerva Kiadó gondozásában Karsai Dániel halála után.

## Családja
Szülei – Karsai László történész és Kelemen Éva (1952–2013) francia–orosz szakos nyelvtanár – 1975-ben kötöttek házasságot; két gyermekük született: Dániel (1977) és Péter (1980). Édesanyja, a BME Tolmács- és Fordítóképző Központjának egyik alapítója 2013-ban hunyt el.

## Magánélete

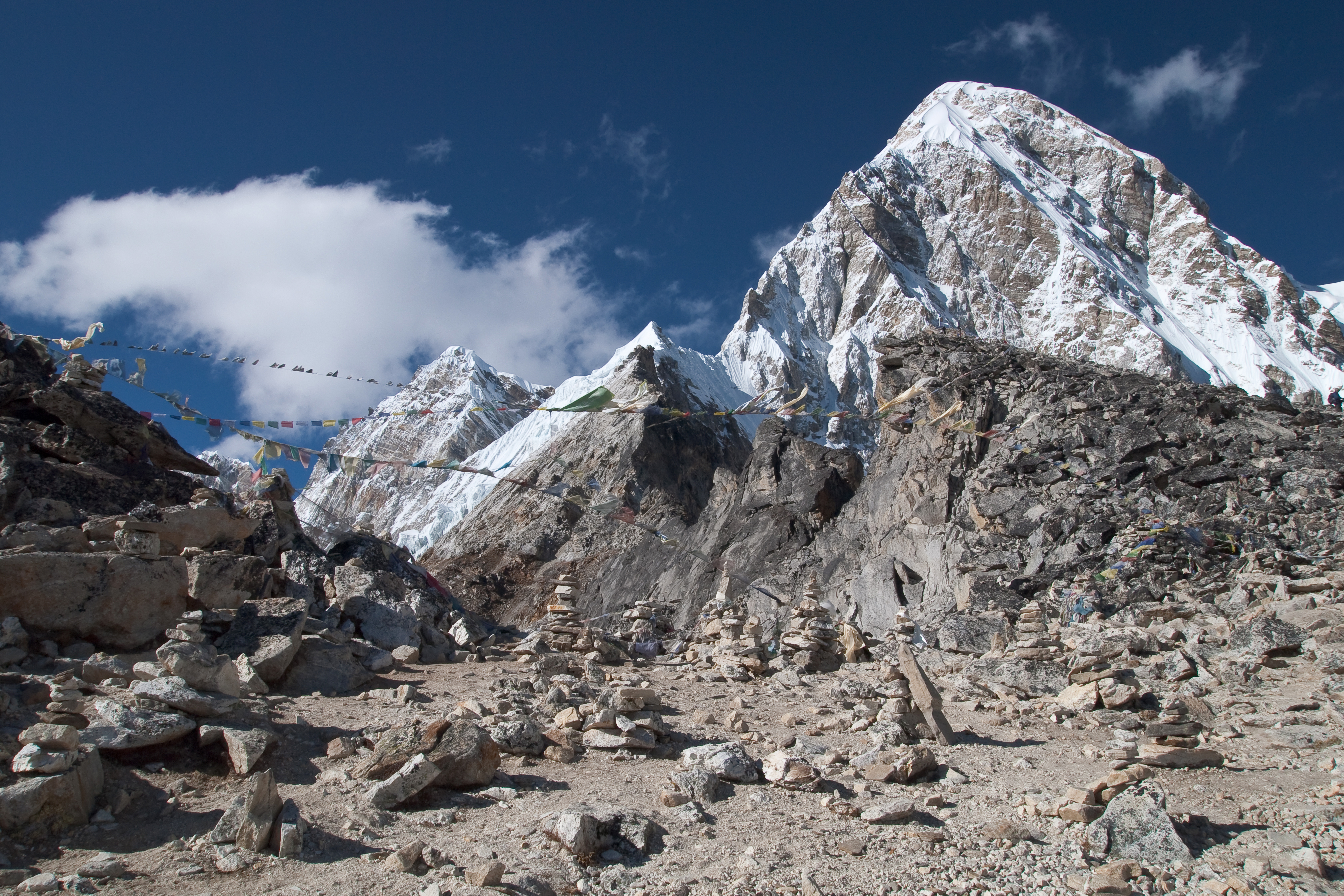
Kala Patthar

Kétszer teljesítette az Országos Kéktúrát (1172 km), egyszer a Rockenbauer Pál Dél-dunántúli Kéktúrát (541 km). 2022-ben elkezdte az Alföldi Kéktúrát (870 km), teljesítette annak AK-13 szakaszát. 2014-ben megmászta a Kala Patthar (5545 m) és a Gokyo Ri (5357 m) nepáli csúcsokat a Himalájában. Járt az Everest alaptáborában, az Annapurnán 5467 m magasságig, a Machu Picchun és a svájci Alpokban.
11 éven keresztül gyakorolta a jiu-jitsut. A Kelemen István által alapított Hangari Ju Jitsu Kelemen Ryu szervezetnél a 2. kyu övfokozatig (barna öv) jutott (2021), a következő övvizsgájára a betegsége miatt már nem került sor. A szövetség alapítója 2024 januárjában sporttársai körében 1. dan fokozatra léptette elő Dr. Karsai Dánielt.
A fekete öv fogalma tágabb annál, hogy valaki ügyesen mozog, küzd, dobál, üt-rúg, a fekete öv (japánul a kuro-obi) egy olyan nehezen megfogható fogalom, melynek az azt kiérdemlő tulajdonosa mire odáig ér, sok-sok egyéb kiváló emberi és lelki tulajdonsággal, képességgel rendelkezik, illetve kell, hogy rendelkezzen...
Dani neves szamurájokat megszégyenítő lelki és szellemi erőről tett, és nap mint nap tesz tanúbizonyságot valamennyi „tatamin”, mind iskolánk vizsgáztatói, mind a strasbourgi bírák, mind az embertársai, mind a jóisten előtt!!!

## Díjai, elismerései
- Az év embere (Magyar Hang és HVG, 2023)[36][37]
- Az év embere (RTL Híradó, 2023)[38]
- Magyar Civil Becsületrend (2023)[39]
- Radnóti Miklós antirasszista díj (2024)[40]
- 1. dan (Hangari Ju Jitsu Kelemen Ryu)[35]
- Berzsenyi Dániel Gimnázium díszpolgára (2024)[41]
- Pro Urbe Budapest-díj (2024)[42]
- Wesley-díj, MET-Wesley János Lelkészképző Főiskola tudományos tanácsa (2024)[43]
- a SZABAD-díj közönségdíja (TASZ)[44]
- Bibó István Demokrácia Díj (2025)[45]

## Emlékezete
- A Magyar Orvosi Kamara Karsai Dániel emlékdíjat alapított az életvégi méltóságért küzdő szervezetek, személyek munkájának elismeréséül.[46]

## Könyvei, cikkei

### Társszerzőként
- Szüts Korinna, Mándi Gábor, Karsai Dániel: Az alkotmánybíróság egyes határozatainak ismertetése: segédanyag a jogi szakvizsgához és az alkotmányjog záróvizsgához. Budapest, Rejtjel, 2006
- Kádár András Kristóf, Karsai Dániel: Az Emberi Jogok Európai Bíróságának esetjoga a gyakorlat számára. Budapest, Novissima, 2013
- Bíró Bence, Karsai Dániel, Szenteczki Zita: Egy tökéletes nap. Budapest, Minerva Kiadó, 2024

### Cikkei
- A köztársasági elnök vétójoga az elnök ebben a tárgyban az Alkotmánybírósághoz intézett beadványok tükrében (2003)
- A mulasztásos alkotmánysértés szankciórendszere. Jogtudományi Közlöny, 2003/2. szám, 91–99. o.
- A jogegységi határozatok alkotmányossági vizsgálata (2006)
- Rekviem a közjogi érvénytelenségért (2013)

### Egyéb
- Egy tökéletes nap (színdarab; társszerzők: Szenteczki Zita, Bíró Bence)[24]